# Lepidiota froggatti
Lepidiota froggatti är en skalbaggsart som beskrevs av Macleay 1887. Lepidiota froggatti ingår i släktet Lepidiota och familjen Melolonthidae. Inga underarter finns listade i Catalogue of Life.